# 3992 Вагнер
3992 Вагнер (3992 Wagner) је астероид главног астероидног појаса са средњом удаљеношћу од Сунца која износи 3,016 астрономских јединица (АЈ).
Апсолутна магнитуда астероида је 11,7.